# Teodor Tyc
Teodor Tyc (ur. 6 maja 1896 w Monachium, zm. 5 sierpnia 1927 w Poznaniu) – polski historyk i działacz narodowościowy.

## Życiorys
Absolwent uniwersytetu w Poznaniu. W roku 1916 wcielony do wojska pruskiego, walczył w jego szeregach do 1919 roku. W 1920 roku był zastępcą szefa wydziału prasowego biura plebiscytowego w Bytomiu. Redagował w tym czasie Powstańca, pisma dla wychodźców górnośląskich oraz Kocyndra. W 1922 roku zainicjował, wraz z Andrzejem Wojtkowskim, powstanie w Poznaniu Towarzystwa Miłośników Historii Ziem Zachodnich (przemianowanego w 1925 na Towarzystwo Miłośników Historii). Od 1927 roku na Uniwersytecie Poznańskim docent historii prawa na zachodzie Europy. Współzałożyciel Związku Obrony Kresów Zachodnich (w latach 20. kierownik jego wydziału), redaktor Strażnicy Zachodniej.
2 maja 1923 został odznaczony Krzyżem Kawalerskim Orderu Odrodzenia Polski „za zasługi, położone około przyłączenia Górnego Śląska do Rzeczypospolitej Polskiej”.

## Wybrane publikacje
- Facecje z dawnej Polski, 1917
- Początki kolonizacji wiejskiej na prawie niemieckim w Wielkopolsce 1200-1333, 1924[3]
- Z dziejów kultury w Polsce średniowiecznej, 1925[4]
- Zbigniew i Bolesław, 1927[5]
- Pamiętnik, 1931